# El Sauce (El Salvador)
El Sauce è un comune del dipartimento di La Unión, in El Salvador famoso soprattutto per le pittoresche tombe che adornano il cimitero municipale.